# Jenny Sjöwall
Jenny Sjöwall, född 17 augusti 1971, är en svensk bågskytt. Sjöwall har bland annat tävlat i olympiska sommarspelen 1996 i Atlanta, olympiska sommarspelen 1988 i Seoul och olympiska sommarspelen 1992 i Barcelona. Sjöwall tävlar för klubbarna Älvenäs BK och Vålberg.
Sjöwalls tvillingsyster Ulrika Sjöwall tävlar även hon i bågskytte (compound) på elitnivå .